# Il viaggio (film 1974)
Il viaggio è un film del 1974, diretto da Vittorio De Sica alla sua ultima regia cinematografica. È tratto da una novella di Luigi Pirandello del 1910. La colonna sonora del film, opera di Manuel De Sica, è stata incisa da Nancy Cuomo.

## Trama
Nella Sicilia del 1914 all'inizio della prima guerra mondiale, una giovane e bellissima donna siciliana, Adriana, attende da anni che il suo amore, Cesare, la chieda in sposa, rifiutando gli altri pretendenti. Quando finalmente questi si presenta per chiedere la sua mano lo fa, però, a nome del proprio fratello, Antonio, seguendo i desideri del padre da poco defunto, affidati in un testamento. Costretta dalle circostanze, Adriana decide di sposare comunque il fratello dell'uomo che ama. Pochi anni dopo le nozze, però, un incidente di auto la rende vedova e lei si chiude in una vita monacale, dedita solo al figlio.
Il cognato Cesare, suo grande segreto amore, compare ormai di rado nella sua vita, finché questi, un giorno, non si accorge che la donna è gravemente malata, quindi si impone e la accompagna, prima a Palermo poi a Napoli, alla ricerca di un medico che possa salvarla. Il cuore di Adriana è debole e le resta ormai poco da vivere. Quando la coppia pensa dunque al ritorno in Sicilia, però, l'amore fra i due li travolge e decidono di proseguire per Venezia. Una volta giunti, sollecitati da una lettera della madre di lei, che ne invoca il rientro per evitare lo scandalo, decidono quindi di sposarsi per tacitare il veleno delle malelingue, ma il loro sogno non si compie per un soffio: la donna muore fra le braccia del suo amore, sullo sfondo di una Venezia romantica e disperata.

## Produzione
Durante la produzione della pellicola nell'agosto 1973 il regista Vittorio De Sica scoprì di avere un tumore ai polmoni. Nonostante questo De Sica continuerà a lavorare a quello che sarà il suo ultimo film. La prima proiezione italiana avverrà nel marzo 1974, quella francese a Parigi il 13 novembre 1974 proprio nella stessa data e nelle vicinanze (Neuilly-sur-Seine) della morte del regista.

## Ambientazione
La pellicola fu girata nelle città di Noto, Milano, Venezia, Roma, Napoli e Palermo. A Venezia alcune scene sono ambientate all'Hotel Danieli. Sono stati utilizzati anche gli studi DEAR a Roma. La casa dove Adriana de Mauro abita prima di sposarsi con Antonio Braggi è in Via Giavanti a Noto. L'hotel di Napoli in cui Cesare e Adriana si informano sugli orari dei treni per il loro viaggio a Palermo è in realtà il Grand Hotel et des Palmes a Palermo. La stazione di Mergellina a Napoli in cui Cesare e Adriana si recano per andare a Palermo è in realtà l'ex stazione Lolli a Palermo.

## Riconoscimenti
- 1974 – David di Donatello
  - Migliore attrice protagonista a Sophia Loren
- 1974 – Festival internazionale del cinema di San Sebastián
  - Migliore interpretazione femminile a Sophia Loren

## Critica
Morando Morandini nel suo dizionario dei film attribuisce alla pellicola due stelle su 5 asserendo: «ultimo film di De Sica e uno dei suoi peggiori. [...] La novella di Pirandello è stata tradita nell'incongruo e melodrammatico adattamento di Diego Fabbri, Massimo Franciosa e Luisa Montagnana, Scritto con l'occhio strabico al botteghino. Decorativo, lezioso, inattendibile. La coppia Loren-Burton non funziona: "lui pensa ad altro, lei recita di maniera" (T. Kezich)».
Paolo Mereghetti attribuisce alla pellicola una stella e mezza su 4 scrivendo: «la novella di Pirandello [...] è diventata un mélo vecchia maniera tirato a lucido in formato esportazione, dove abbondano i ralenti e il colore locale. Ultima e non troppo felice regia di De Sica».
Il sito IMDB attribuisce al film 6,1 stelle su 10 secondo 334 recensioni. MYmovies dà una valutazione media di 2,75 su 5 su sette recensioni di critica, pubblico e dizionari dei film. Comingsoon.it dà 3 stelle su 5 basandosi su una recensione.
Gian Luigi Rondi su Il Tempo del 16 marzo 1974 scrisse: «il viaggio era una splendida e riarsa novella di Luigi Pirandello in cui gli usi siciliani principio di secolo e, in primo luogo, la terribile soggezione della donna all'uomo erano descritti con una asprezza cruda che anticipava quasi il cinema neorealista e con una polemica implicita che anticipava il femminismo. Narrava di una donna, Adriana Braggi, che rimasta vedova in una “cittaduzza dell'interno della Sicilia ove i rigidi costumi per poco non imponevano alla moglie di seguire nella tomba il marito». Giovanni Grazzini scrisse: «il tema del racconto (lo scandalo della vita) è tessuto nei fatti senza obbligo di dimostrarlo, lo stile gli toglie angoli e punte, anche il patetico, prima dell'epilogo teatrale, sfuma in un paesaggio di semitoni. Questi sono meriti, per chi sappia ancora raccoglierli».

## Precedente
La novella di Pirandello era già stata portata sul grande schermo nel 1921 da Gennaro Righelli con Maria Jacobini nel ruolo della protagonista.